# UK Student Climate Network
UK Student Climate Network (UKSCN) est une ONG anglaise dédiée à la justice climatique crée et dirigée par des collégiens, lycéens et étudiants, fondée par Anna Taylor (alors âgée de 17 ans), le 1er décembre 2018, avec Ivi Hohmann et Daniela Torres Perez ; l'UKSCN est active en Angleterre et au pays de Galles.
L'UKSCN est essentiellement composée de jeunes de moins de 18 ans, qui à la suite de Greta Thunberg, appellent à la grève de l'école depuis février 2019, dans le cadre du mouvement Youth Strike 4 Climate.
L'UKSCN veut amener le gouvernement du Royaume-Uni (et le gouvernement gallois) à prendre des mesures bien plus ambitieuses pour contrer la crise climatique.
Ses grèves ont été suivies par des centaines de milliers d'étudiants dans toute l'Angleterre et au pays de Galles.
Deux autres ONG-sœurs se sont constituées : Scottish Youth Climate Strike et Youth Climate Association Northern Ireland qui ont aussi organisé des grèves des jeunes pour le climat en Écosse et en Irlande du Nord le vendredi.

## Demandes
Le réseau a quatre demandes.

### Exigence 1: Sauver l'avenir
Le gouvernement doit déclarer un état d'urgence climatique, et mettre en œuvre un Green New Deal pour parvenir à la justice climatique.

### Exigence 2: Enseigner l'avenir
Le système éducatif doit être réorienté et réformé autour de l' urgence climatique pour mieux informer les jeunes sur son urgence, sa gravité, ses fondements scientifiques et les méthodes d'atténuation.
Cette demande a maintenant évolué vers la campagne Teach the Future England qui est soutenue par le groupe de travail School Group Developmental ainsi que par SOS-UK, diverses personnalités (ex. : Bella Lack, l'un des personnages centraux du film Animal de Cyril Dion) et diverses organisations partenaires.

### Exigence 3: Dire l'avenir
Le Gouvernement doit communique au grand public quant à la gravité de la crise écologique et quant à la nécessité d'agir dès maintenant.

### Exigence 4: Donner du pouvoir à l'avenir (Empower the future)
Les jeunes doivent être inclus dans l'élaboration des politiques, et personne ne devrait être exclu de la participation à notre démocratie sur la base de l'âge, de la citoyenneté, de l'adresse permanente, de l'incarcération ou de toute autre chose. Tant que la démocratie britannique est menée par le biais d'un système représentatif, toute personne vivant au Royaume-Uni âgée de plus de 16 ans doit avoir le droit de voter aux élections, menées via la représentation proportionnelle, afin que le vote de chacun soit reflété dans notre gouvernement et vaut la peine même.

## Gouvernance, Structuration interne
L'organisation est divisée en groupes régionaux : Sud-Est, Sud-Ouest, Midlands, Nord-Est, Nord-Ouest, pays de Galles et (depuis juillet 2019) Londres.
UKSCN fait partie du mouvement Youth Strike 4 Climate, qu'elle représente pour l'Angleterre et le pays de Galles.
Le reste du Royaume-Uni est couvert par des organisations distinctes ; avec en Écosse la Scottish Youth Climate Strike (SYCS), en Irlande du Nord la Youth Climate Association Northern Ireland (YCANI, qui était auparavant affilié à l'UKSCN, puis s'en est séparé en raison de différences culturelles, juridiques et politiques entre les deux groupes. 
Le SYCS a été invité à rejoindre l'UKSCN peu après la création des deux organisations, mais a refusé pour des raisons similaires.
« Isle of Man Student Climate Network » est un groupe distinct qui organise des grèves pour le climat dans l'île de Man, une dépendance de la Couronne du Royaume-Uni. « Isle of Man Student Climate Network » coordonne ses actions avec l'UKSCN, mais tout en restant une organisation indépendante (fondée en mars 2019 par Ciara Sowerby, Archibald Elliott et Emily Thompson).
L'UKSCN n'organise pas directement les grèves, mais agit comme un réseau de soutien pour plus de 120 groupes locaux actifs, et pour des grèves effectuées dans plus de 300 lieux de l'Angleterre et du pays de Galles. L'UKSCN dispose d'une équipe d'organisation nationale divisée en plusieurs groupes de travail qui participent à des campagnes et travaillent avec d'autres mouvements.
Le nombre de bénévoles aidant le groupe est passé d'environ 30 début mars 2019 à une estimation de 300 fin avril 2019. Il fournit aussi une plate-forme de connexion pour de jeunes grévistes non spécifiquement affiliés au groupe.

## Histoire

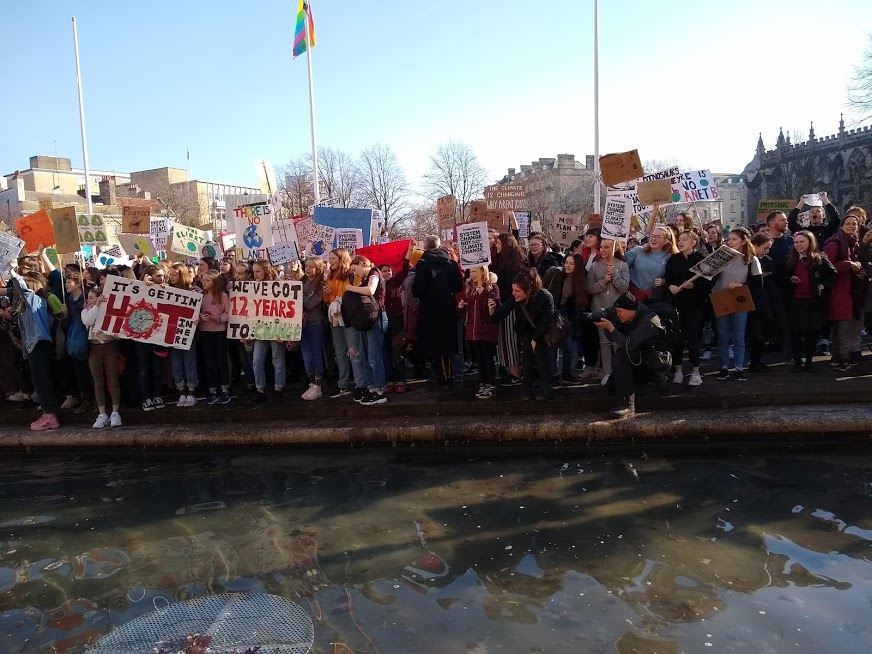
Jeunes grévistes (Bristol, février 2019).

La première grève de l'UKSCN a eu lieu le 15 février 2019, sous le nom de YouthStrike4Climate.
15 000 élèves des écoles anglaises et galloises se sont mis en grève en signe de protestation, pendant que d'autres grèves s'organisaient aussi en Écosse et en Irlande du Nord organisées par d'autres organisations,.
Une seconde grève a eu lieu un mois plus tard (15 mars 2019), coordonnée avec les manifestations mondiales Youth Strike 4 Climate qui ont eu lieu dans le monde entier, qui ont vu 1,6 million d'étudiants se mettre en grève. Les manifestations de l'organisation ont gagné en popularité, avec un total estimé de 20 000 personnes présentes à la manifestation qui s'est tenue devant la place du Parlement à Londres le 15 mars et 50 000 à travers l'Angleterre et le pays de Galles.
Ces grèves sont solidaires d'autres manifestations de Youth Strike 4 Climate qui se déroulent à travers le monde,.
Depuis, des grèves ont eu lieu :
- 12 avril 2019
- 24 mai 2019
- 21 juin 2019
- 19 juillet 2019
- le 20 septembre 2019 qui était une grève générale des adultes et des étudiants ; il s'agissait de la plus grande mobilisation climatique de l'histoire du Royaume-Uni avec environ 100 000 personnes rien qu'à Londres et environ 300 000 personnes en grève à travers le Royaume-Uni[12],[13].
- 29 novembre 2019
- 14 février 2020
- Les grèves numériques sous confinement.

Les seules grèves coordonnées au niveau national en 2020 ont eu lieu les 17 janvier et 14 février.
Le groupe local Bristol Youth Strike 4 Climate a organisé et organisé une grève le 28 février 2020 à laquelle ont participé plus de 30 000 personnes, dont Greta Thunberg
Les autres grèves ont toutes été annulées en raison de la pandémie de COVID-19 mais les jeunes grévistes se sont engagés dans des actions en ligne telles que Fridays for Future Digital et 'Polluters Out.' sur Twitter Storm